# 2,4-ジクロロフェノール
2,4-ジクロロフェノール(2,4-dichlorophenol)は、フェノール化合物で、フェノールの水素原子のうち2つが塩素原子によって置換されたものである。ほかにも塩素原子が置換する位置によって、異性体を持つ。水に溶けにくいが、水酸化ナトリウム水溶液には溶ける。プールの水か、うがい薬のような強い刺激臭を持ち、粉末を容器に入れておくと、一晩で固まる。また、放置すると針状の結晶が上へ上へと伸びていく。2,4-ジクロロフェノールはやや昇華性があるためである。この物質は、有害性があり、皮膚につくと、水ぶくれになって痛む。ただし、劇物には指定されていない。
め
クロロ酢酸とともに2,4-ジクロロフェノキシ酢酸の原料となる。